# Karl Erik Jacobson
Karl Erik Jacobson, född 15 november 1893 i Göteborg, död där 11 september 1980, var en svensk industriman.
Karl Erik Jacobson genomgick Handelsinstitutet och Handelshögskolan i Göteborg varpå han 1918 blev inköpschef vid Götaverken, huvudkamrer där 1931, 1945 vice VD, 1947 VD och 1948 även styrelseordförande. Jacobson tillhörde ledningen inom flera andra varvsindustrier och var från 1948 ordförande i styrelsen för Sveriges varvsindustriförening.